# Johann III. (Troppau-Ratibor)
Johann III. von Ratibor (auch: Johann IV. von Ratibor; tschechisch: Jan V. Ratibořský; * um 1446; † 14. Mai 1493) war von 1456 bis zu seinem Tod 1493 Herzog von Ratibor. Er entstammte dem Familienzweig Troppau-Ratibor der Troppauer Přemysliden.

## Leben
Seine Eltern waren Wenzel von Ratibor und  Margareta von Szamotuły († 1464), eine Tochter des Meseritzer Kastelans Vinzenz von Szamotuły. 
Johann III. war der einzige Sohn des Herzogs Wenzels von Ratibor und erbte nach dessen Tod 1456 das Herzogtum Ratibor. Er stand, wie seine Vettern aus der Jägerndorfer Linie Johann IV. d. Ä. und Wenzel von Rybnik, auf Seiten des böhmischen Königs Georg von Podiebrad. Nach dem Überfall Schlesiens durch den ungarischen König Matthias Corvinus 1469 musste Johann III. seine Gebiete gegen Corvins Feldherrn Franz von Hagen verteidigen. Ab 1471 unterstützte er den Nachfolger Georgs von Podiebrad, Vladislav II., den er zusammen mit weiteren schlesischen Fürsten auf seinem Weg von Krakau zur Krönung nach Prag begleitete. Nachdem er später auf den Widerstand verzichtete und Matthias Corvin huldigte, konnte er weiterhin im Besitz seines Herzogtums bleiben. 
Anlässlich seiner Heirat mit Magdalene von Oppeln 1478 schloss Johann III. einen gegenseitigen Erbvertrag mit deren Onkel Johann II., der von König Matthias Corvinus bestätigt wurde. Nach dem Tod der Witwe seines Vetters Johann IV., der keine Nachkommen hinterließ, erlangte er Sohrau, Rybnik und Loslau, die er mit seinem Herzogtum Ratibor verband. 

## Familie
Um 1478 vermählte sich Johann III. mit Magdalena († 1501), einer Tochter des Oppelner Herzogs Nikolaus I. Der Ehe entstammten die Kinder
1. Nikolaus VI. († 1506), ⚭ 1505 Anna († um 1530), Tochter des Krakauer Unterkämmerers Zbigniew Tęczyński
2. Johann IV. († 1506)
3. Valentin († 1521); mit ihm erlosch die Stammlinie Troppau-Ratibor der Troppauer Přemysliden.
4. Magdalena († im Kindesalter)